# سيف الدين شلاغمو
سيف الدين شلاغمو (27 يناير 2006، في الدار البيضاء)، هو لاعب كرة قدم مغربي يلعب في مركز مدافع في نادي ريال مايوركا.

## السيرة الذاتية

### النادي
في سن الحادية عشرة، انضم إلى مركز تكوين نادي الرجاء الرياضي في ملعب الوازيس في عام 2021، ومن ثم انضم إلى نادي الجيش الملكي.

### المنتخب
سيف الدين شلاغمو هو لاعب دولي مغربي في الفئات العمرية، استدعاه سعيد شيبا لأول مرة مع منتخب المغرب تحت 17 سنة لكرة القدم للمشاركة في البطولة العربية لكرة القدم تحت 17 سنة التي أقيمت في الجزائر. كان لاعبًا أساسيًا في جميع المباريات، ووصل إلى نهائي البطولة ضد منتخب الجزائر تحت 17 سنة لكرة القدم، لكنه خسر بعد ركلات الترجيح بعد التعادل في وهران. بعد فوز الجزائر بالبطولة، اندلعت مشاجرة بين اللاعبين الجزائريين والمغاربة، مما أحدث ضجة في الصحافة الدولية. بعد بضعة أسابيع، قدمت الجامعة الملكية المغربية لكرة القدم شكوى إلى الفيفا ضد الاعتداء على اللاعبين المغاربة.
في نوفمبر 2022، شارك في بطولة اتحاد شمال أفريقيا وفاز بالبطولة بعد تحقيق ثلاث انتصارات: أمام تونس تحت 17 سنة (فوز 2-0)، ليبيا تحت 17 سنة (فوز 1-0)، ومصر تحت 17 سنة (فوز 2-1)، مما ضمن تأهله لكأس الأمم الإفريقية تحت 17 سنة.
استدعي مرة أخرى إلى منتخب تحت 17 سنة بمناسبة كأس الأمم الإفريقية تحت 17 سنة 2023 التي أقيمت في ربيع 2023 في الجزائر، في ظل توترات قوية وحالة من عدم اليقين المرتبطة بـالعلاقات المعقدة بين البلدين الجارين المغاربيين. كان لاعبًا أساسيًا طوال البطولة، وأدى أداءً رائعًا ساعد فريقه في التأهل إلى كأس العالم لكرة القدم تحت 17 سنة 2023. في 10 مايو، فاز على الجزائر تحت 17 سنة في ربع النهائي (3-0). ثم تغلب على مالي للوصول إلى نهائي البطولة. كان أيضًا لاعبًا أساسيًا في النهائي أمام السنغال، حيث تقدم المغاربة في النتيجة في الشوط الأول، لكن السنغاليين عادوا في النهاية وفازوا بالمباراة في الجزائر (2-1).
أثناء الاستعداد لكأس العالم تحت 17 سنة، تم استدعاؤه لأول مرة مع منتخب المغرب تحت 18 سنة في أكتوبر لمواجهة إنجلترا تحت 18 سنة (خسارة 1-0). في 23 أكتوبر 2023، تم اختياره في القائمة النهائية لسعيد شيبا لكأس العالم تحت 17 سنة في إندونيسيا. تم إقصاؤه في ربع نهائي البطولة، بعد الخسارة أمام مالي تحت 17 سنة بنتيجة 0-1.

## الإنجازات

### مع المنتخب
- المغرب المغرب تحت 17 سنة
  - كأس العرب تحت 17 سنة
    -  الوصيف في 2022[21]

  - دورة اتحاد شمال إفريقيا تحت 17 (1)
    -  بطل في 2022

  - كأس الأمم الأفريقية
    -  وصيف البطل في 2023